# Archive.today
Archive.today (anciennement archive.is) est un site web dont le but est d'archiver des pages web et dont le centre de données aurait été situé en France, dans le Nord-Pas-de-Calais. Il fonctionne en utilisant Apache Hadoop et Apache Accumulo.

## Créateur
Bien que le site ne donne aucune indication sur son créateur ni sur son moyen de financement, certaines personnes se sont mises à la recherche de son créateur et il se pourrait que ce soit un certain Denis Petrov de New-York qui soit le créateur de ce site.

## Particularité
Sa particularité est de capturer à la demande les pages web page par page afin de ne pas être affecté par l'éventuelle présence d'un fichier robots.txt. Il est donc impossible d'interdire l'archivage de son site web, ce qui explique pourquoi ce site est fréquemment critiqué.
Il a aussi de nombreuses adresses différentes qui se redirigent les unes entre les autres et changent souvent. Il semblerait que ce soit à cause de la réputation des "TLD" et qu'il change souvent les adresses pour cela.